# Александър I (кораб)
Вижте пояснителната страница за други значения на Александър I.
„Александър I“ е българска параходна яхта, първият новозакупен кораб на Военноморския флот.
Преди него Дунавската флотилия на страната се състои от няколко стари кораба, подарени от правителството на Руската империя.

## История
Корабът е поръчан през 1882 година на френската корабостроителница „Форж е Шантие дьо ла Медитеране“ в Сен сюр Мер край Марсилия, пристига в базата си в Русе на 15 май 1883 година. Получава името на тогавашния български монарх княз Александър I.
Проектиран е като товарно-пътнически параход с възможност за използване също като транспортен кораб или минен заградител в случай на война. В мирно време корабът е предназначен да бъде използван като княжеска яхта.
По време на Сръбско-българската война „Александър I“ е използван за военен транспорт. След Деветоавгустовския преврат през 1886 година е използван за отвеждането на детронирания княз Александър в Русия.
През Междусъюзническата война е потопен в устието на река Русенски Лом, заедно с останалите кораби на Дунавската флотилия, за да не бъде завзет от румънските войски. Малко след войната е изваден и предаден на гражданското Пристанищно управление. Бракуван е през 1914 година.